# Číhání
Číhání (německy Tschihana) je samota, část města Chyše v okrese Karlovy Vary v Karlovarském kraji. Nachází se asi 3,5 kilometru jihovýchodně od Chyš. Číhání leží v katastrálním území Čichořice o výměře 4,79 km².

## Historie
První písemná zmínka o vesnici pochází z roku 1401.

## Obyvatelstvo
Při sčítání lidu v roce 1921 zde žilo dvacet obyvatel (z toho jedenáct mužů), z nichž byli dva Čechoslováci a osmnáct Němců. Všichni se hlásili k římskokatolické církvi. Podle sčítání lidu z roku 1930 měla vesnice jedenáct obyvatel německé národnosti a římskokatolického vyznání.
|                                                                | 1869 | 1880 | 1890 | 1900 | 1910 | 1921 | 1930 | 1950 | 1961 | 1970 | 1980 | 1991 | 2001 | 2011 | 2021 |
| -------------------------------------------------------------- | ---- | ---- | ---- | ---- | ---- | ---- | ---- | ---- | ---- | ---- | ---- | ---- | ---- | ---- | ---- |
| Obyvatelé                                                      | 21   | 31   | 19   | 21   | 15   | 20   | 11   | 8    | 6    | 4    | 2    | —    | —    | 2    | —    |
| Domy                                                           | 4    | 4    | 4    | 4    | 4    | 4    | 4    | 1    | —    | 1    | 1    | 1    | 1    | 1    | 1    |
| Počet domů z roku 1961 je zahrnut v domech místní části Chyše. |      |      |      |      |      |      |      |      |      |      |      |      |      |      |      |

## Obecní správa
Při sčítání lidu v letech 1869–1950 Číhání bylo osadou obce Čichořice, se kterým patřilo nejprve do okresu Žlutice, ale v roce 1950 v okrese Podbořany. Od roku 1960 je částí města Chyše v okrese Karlovy Vary.